# 户语
户语，也称昂语或昆格语，是中国云南省西双版纳傣族自治州一种佤德昂语支语言。使用者是一种未被分类的少数民族；中国政府将他们归为布朗族，但户语不与布朗语互通。

## 分布
据李锦芳（2006:340），有少于1千使用者生活在“控格山”坡顶的景洪市勐养镇昆格村纳回帕。
户语使用者自称xuʔ55，当地傣族称他们为“黑人”或xɔn55 kɤt35，意为“幸存的灵魂”（颜其香 & 周植志）。:152当地人也称他们为昆格人或控格人（李锦芳 2006）。

## 阅读更多
- 蒋光友 & 时建. 2016. 昆格语参考语法. Beijing: 中国社会科学出版社. ISBN 9787516184448
- 李锦芳. 2006. 西南地区濒危语言调查研究. Beijing: 中央民族大学出版社.
- Svantesson, Jan-Olof. 1991. "户语-一种没有规范声调发音方法的语言 （页面存档备份，存于）." In Austroasiatic Languages, Essays in honour of H. L. Shorto, edited by Jeremy H.C.S. Davidson. 67-80. School of Oriental and African Studies, University of London.